# Thérèse (opéra)
Pour les articles homonymes, voir Thérèse.

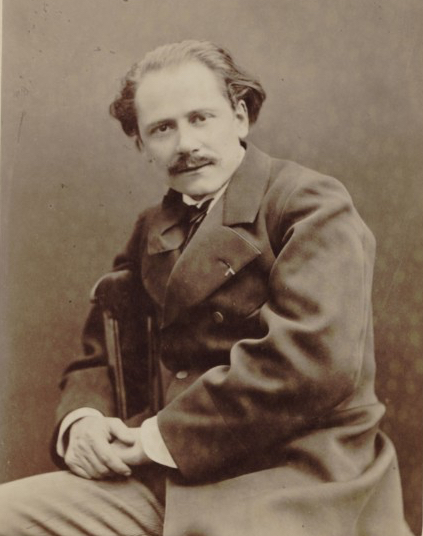
Jules Massenet en 1880 par Pierre Petit.

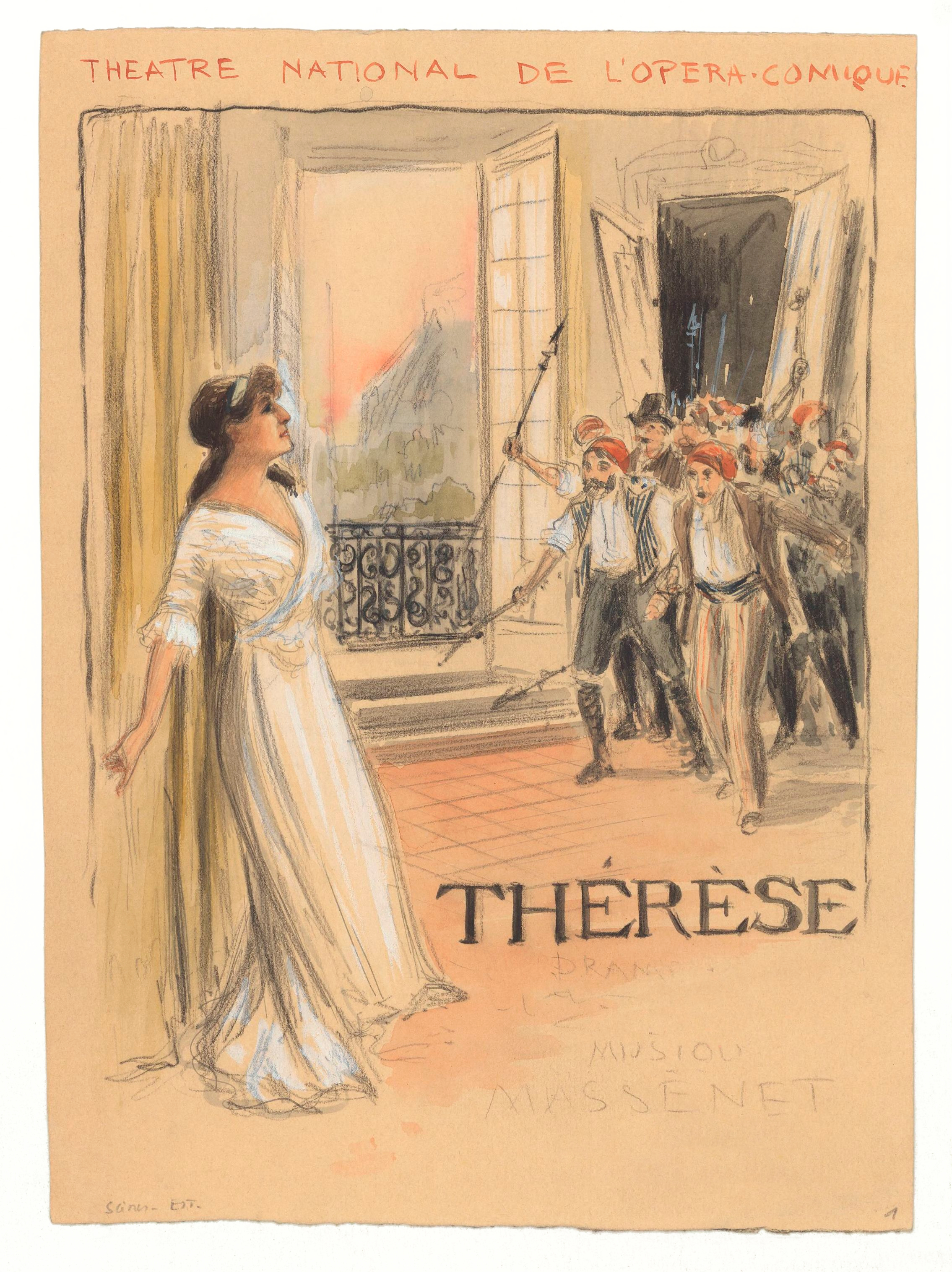
Affiche de la première de Thérèse au Théâtre national de l'Opéra-Comique, avec Lucy Arbell.

Thérèse est un « drame musical » en deux actes de Jules Massenet, livret de Jules Claretie, créé le 7 février 1907 à l'Opéra de Monte-Carlo puis repris au Théâtre du Casino de Vichy le 4 juillet 1907 (création française) et à l'Opéra-Comique de Paris le 19 mai 1911.

## Argument
L'action se situe durant la Terreur à Paris. Thérèse est tiraillée entre son amant Armand de Clerval qui lui offre la fuite et donc la possibilité d'échapper à la mort et son mari André Thorel, girondin, qui va être guillotiné. Thérèse choisit de mourir avec son époux sur l'échafaud.

## Rôles et créateurs
| Rôles                        | Tessiture                  | Création, Monte-Carlo (7 février 1907) Direction musicale : Léon Jehin | Création française, Vichy (4 juillet 1907) Direction musicale : Auguste Amalou | Reprise, Opéra-Comique (19 mai 1911) Direction musicale : François Ruhlmann |
| ---------------------------- | -------------------------- | ---------------------------------------------------------------------- | ------------------------------------------------------------------------------ | --------------------------------------------------------------------------- |
| Thérèse Thorel               | mezzo-soprano ou contralto | Lucy Arbell                                                            | Lucy Arbell                                                                    | Lucy Arbell                                                                 |
| André Thorel, son mari       | baryton                    | Hector Dufranne                                                        | Hector Dufranne                                                                | Henri Albers                                                                |
| Le marquis Armand de Clerval | ténor                      | Edmond Clément                                                         | Léon Beyle                                                                     | Edmond Clément                                                              |
| Morel, portier               | basse                      | Victor Chalmin                                                         | Rougon                                                                         | Belhomme                                                                    |
| Un officier                  |                            | Gluck                                                                  | Vincent                                                                        | Andal                                                                       |